# Ariel Muniz
Ariel Muniz (Minas, 1942 - León, 2005) es un escritor uruguayo que vivió la mayor parte de su vida en México (desde 1977). Se desempeñó también como periodista cultural, guionista de historietas, profesor de literatura y director de Ciencias de la Comunicación en universidades mexicanas. Fungió como jurado en diversas competencias literarias.
Publicó libros de cuentos y ensayo en varios países americanos y europeos. Tiene en su haber una novela, editada en México y Uruguay, Una temporada en el edén. Entre sus libros se cuentan títulos como Las malas noticias, El juego de las máscaras sonrientes, Cuentos cruentos y Cada día del tiempo. Su prosa es elaborada y meticulosa, rica en modismos de su natal Uruguay. Su estilo, ágil y su ritmo, casi jazzístico, lo hicieron merecedor de varios premios internacionales.
Su último trabajo fue el de profesor de narrativa y modelos literarios en la Universidad Iberoamericana de León, Guanajuato. Fue bajo el sello de esta institución que publicó su libro de cuentos Los ojos del niño. 
Se encontraba trabajando en la publicación de una novela y una recopilación de cuentos al momento de su muerte, el 10 de noviembre de 2005. El segundo de esos volúmenes fue publicado de manera póstuma por el Instituto Cultural de León bajo el título: "La construcción y otros cuentos" (2006).
Fue esposo de la también escritora e historiadora Célica Cánovas y padre de dos hijos: el músico Gabriel Muniz y el maestro en tecnologías, Pablo Muniz.